# NJPW Dominion
NJPW Dominion est un pay-per-view annuel de la New Japan Pro Wrestling (NJPW) disponible uniquement en paiement à la séance, via Ustream et via New Japan Pro Wrestling World, le service de streaming de la fédération. Il a eu lieu pour la première fois en juin 2009. À ce jour, sept éditions se sont déroulées au mois de juin (sauf en 2015 au mois de juillet). Toutes les éditions se sont déroulées à Osaka au Japon.
Ce pay-per-view est un spectacle qui suit le tournoi Best of the Super Juniors, où le vainqueur reçoit un match de championnat pour le IWGP Junior Heavyweight Championship.

## Historique
| Événement     | Date           | Lieu                        | Ville                | Spectateurs | Événement principal                                                                   |
| ------------- | -------------- | --------------------------- | -------------------- | ----------- | ------------------------------------------------------------------------------------- |
| Dominion 6.20 | 20 juin 2009   | Osaka Prefectural Gymnasium | Osaka, Kansai, Japon | 5800        | Manabu Nakanishi (c) contre Hiroshi Tanahashi pour le IWGP Heavyweight Championship   |
| Dominion 6.19 | 19 juin 2010   | Osaka Prefectural Gymnasium | Osaka, Kansai, Japon | 5500        | Togi Makabe (c) contre Go Shiozaki pour le IWGP Heavyweight Championship              |
| Dominion 6.18 | 18 juin 2011   | Osaka Prefectural Gymnasium | Osaka, Kansai, Japon | 6200        | Hiroshi Tanahashi (c) contre Hirooki Goto pour le IWGP Heavyweight Championship       |
| Dominion 6.16 | 16 juin 2012   | Osaka Prefectural Gymnasium | Osaka, Kansai, Japon | 6850        | Kazuchika Okada (c) contre Hiroshi Tanahashi pour le IWGP Heavyweight Championship    |
| Dominion 6.22 | 22 juin 2013   | Osaka Prefectural Gymnasium | Osaka, Kansai, Japon | 7240        | Kazuchika Okada (c) contre Togi Makabe pour le IWGP Heavyweight Championship          |
| Dominion 6.21 | 21 juin 2014   | Osaka Prefectural Gymnasium | Osaka, Kansai, Japon | 7300        | Shinsuke Nakamura (c) contre Bad Luck Fale pour le IWGP Intercontinental Championship |
| Dominion 7.5  | 5 juillet 2015 | Osaka-jō Hall               | Osaka, Kansai, Japon | 11400       | A.J. Styles (c) contre Kazuchika Okada pour le IWGP Heavyweight Championship          |